# Рекомбиназная полимеразная амплификация
Рекомбиназная полимеразная амплификация (англ. Recombinase Polymerase Amplification, RPA) представляет собой альтернативу полимеразной цепной реакции. Технология RPA обеспечивает умножение генетического материала менее чем за 15 минут, а сама реакция осуществляется в изотермических условиях. При добавлении обратной транскриптазы к реакционной смеси посредством RPA возможно определять РНК, так же как и ДНК, без необходимости в отдельной процедуре получения кДНК. Поскольку реакция изотермическая, для неё можно использовать более дешевое и простое оборудования, по сравнению с ПЦР. Оптимальный диапазон температур 37−42 °С, но реакция идёт с небольшой скоростью и при комнатной температуре. Подобное преимущество делает RPA превосходным кандидатом для разработки недорогих, быстрых, «полевых» молекулярных диагностических тестов. Методика RPA разработана биотехнологической компанией TwistDX LTD, находящейся в Кембридже, Великобритания.